# Wojna Grzymalitów z Nałęczami
Wojna Grzymalitów z Nałęczami – wojna domowa w Wielkopolsce w latach 1382–1385 pomiędzy rycerskimi rodami Grzymalitów i Nałęczów.

## Geneza
Konflikt wybuchł w 1382, po śmierci króla Ludwika Węgierskiego, jego podstawą były antagonizmy między stronnictwami możnowładców prezentujących odmienne poglądy na kwestię obsadzenia tronu Polski. Był częścią konfliktu politycznego wokół tronu Polski, jej ostateczne wygaśnięcie przyniosła dopiero koronacja Władysława Jagiełły i jego ślub z Jadwigą.
Po śmierci Kazimierza Wielkiego w kraju utworzyły się trzy obozy popierające różne wizje obsadzenia tronu – stronnictwo andegaweńskie, stronnictwo ziemskie oraz powstałe najpóźniej stronnictwo mazowieckie, popierające ambicje do tronu księcia mazowieckiego Siemowita IV.

## Przebieg
Konflikt wybuchł z pełną siłą, gdy stronnictwo ziemian (w którym pierwsze skrzypce grał ród Nałęczów) odmówiło w Poznaniu złożenia hołdu Zygmuntowi Luksemburczykowi. Bezpośrednią przyczyną tego faktu była niechęć ziemian kierowanych przez Wincentego z Krępy herbu Doliwa, do postaci starosty generalnego Wielkopolski – Grzymality Domarata z Iwna (z Pierzchna), stronnika Luksemburczyka. Stronnictwo ziemskie było gotowe uznać Zygmunta Luksemburczyka (poprzez jego żonę, Marię, córkę Ludwika Węgierskiego – układy ze szlachtą i duchowieństwem polskim zawarte za życia Ludwika gwarantowały sukcesję tronu polskiego jednej z jego córek) pod warunkiem złożenia przysięgi, że wraz z żoną będzie stale rezydował w Krakowie oraz że usunie Domarata z Iwna ze stanowiska. Spotkało się to z ostrym sprzeciwem Grzymalitów i zapoczątkowało kilka lat niepokojów, walk, zajazdów i napadów.
Ziemie wielkopolskie były łupione przez obie walczące strony, walki rozpoczęły się w grudniu 1382 roku. Nieliczne siły starosty wielkopolskiego miały oparcie w kilku zamkach i miastach Wielkopolski – były to m.in. warownie: kaliska, poznańska, zbąszyńska, międzyrzecka, nakielska, pyzdrska, kębłowska oraz miasta: Poznań, Kalisz, Pyzdry, Koźmin. Mieszczanie Poznania, Pyzdr i Kalisza szybko przeszli na stronę zbuntowanego przeciw staroście rycerstwa. Krótkie oblężenie zamku w Pyzdrach zakończyło się kapitulacją i wolnym wyjściem jego załogi.
15 lutego 1383 na polach Piotrkówka w okolicach Szamotuł (gniazda rodu Nałęczów) doszło do największej bitwy tej wojny. Dokonany o świcie siłami 300 pocztów rycerskich nagły napad na obóz Domarata przyniósł początkowo zwycięstwo Sędziwojowi Świdwie z Szamotuł h. Nałęcz oraz Bartoszowi Wezenborgowi. Po krótkim starciu nieprzygotowane do bitwy siły starosty wielkopolskiego rozpierzchły się, wielu rycerzy dostało się do niewoli. Jednak w pogoni za przeciwnikiem ziemianie rozproszyli się, a na pole walki dotarły siły innego Grzymality – Wierzbięty ze Smogulca, który według kroniki Janka z Czarnkowa na wieść o klęsce starosty przyprowadził spod Obrzycka 100 kopijników (ciężkiej jazdy) oraz 500 piechoty. Szybko pokonał siły Bartosza z Odolanowa, któremu udało się uciec, uwolnił pojmanych uprzednio Grzymalitów i wspólnie z Domaratem, który z częścią swoich ludzi zdążył powrócić- zupełnie rozgromił wracającego na pole walki Sędziwoja Świdwę. W pościgu zginęło lub dostało się do niewoli bardzo wielu stronników Nałęczów. W końcowym rozrachunku Sędziwój Świdwa z garstką ziemian schronił się w małej warowni Ostroróg niedaleko Szamotuł, gdzie do wieczora był oblegany przez Grzymalitów. Na spóźnioną wieść o zbliżających się wojskach wysłanych z południowej Wielkopolski, nie wiedząc, że to właśnie te siły zostały pokonane na polach Piotrkówka, Domarat wraz z posiłkami z Pomorza i Brandeburgii wycofał do Szamotuł, skąd przez kilka tygodni łupił posiadłości buntowników.
8 marca 1383 w Starczanowie (lub na pobliskim Ostrowie Radzimskim, na skutek mediacji możnowładców Spytka z Melsztyna, Sędziwoja z Szubina, Mikołaja z Bogorii i Krzesława ze Szczekocin został zawarty rozejm. Już w dwa dni po nim Grzymalici spustoszyli ziemię Nałęcza – Mikołaja z Chomiąży i Wenecji zwanego Diabełem Weneckim.
W maju 1383, zgodnie z postanowieniem zjazdu możnowładców w Sieradzu, do Krakowa miała przybyć Jadwiga, córka Ludwika Węgierskiego i objąć tron polski. Możnowładztwo polskie udało się do Sącza w celu powitania orszaku. W tym samym czasie kontrkandydat do korony, Siemowit IV udał się wraz z 500 kopijnikami w orszaku arcybiskupa gnieźnieńskiego Bodzanty do Krakowa. Liczył na małżeństwo z Jadwigą i tym samym koronę polską, jednak spisek został wykryty i ludzie Siemowita IV nie zostali wpuszczeni do Krakowa. Przybycie Jadwigi do Polski przełożono na 11 listopada 1383, jednocześnie na zjeździe w Koszycach regentka Węgier, Elżbieta Bośniaczka zwarła ze szlachtą polską układ, mówiący że w razie bezpotomnej śmierci którejś z jej córek – Jadwigi w Polsce lub Marii na Węgrzech, pozostała przy życiu obejmuje drugie królestwo. Zostało to zaakceptowane przez Domarata z Iwna jak również Wincentego z Kępy – za cenę ustąpienia tego pierwszego ze stanowiska starosty generalnego Wielkopolski. Zostało ono objęte przez Małopolanina – Peregryna (Pielgrzyma) z Węgleszyna.
Odpowiedzią Siemowita IV było zajęcie Kujaw i zwołanie zjazdu szlachty w Sieradzu, który w jego założeniach miał obwołać go królem. Zjazd nie powiódł się z powodu bojkotu większej części możnowładztwa wielkopolskiego i małopolskiego, a przyczynił się do późniejszych problemów arcybiskupa Bodzanty, który był gotów koronować na zjeździe Siemowita IV. Po fiasku zjazdu Siemowit IV rozpoczął wraz z Bartoszem Wezenborgiem oblężenie Kalisza chcąc zmusić Wielkopolan do uległości. Mimo pomocy księcia Konrada Oleśnickiego nic nie wskórali. Natomiast w odwecie Grzymalici zaczęli pustoszyć dobra arcybiskupie i sąsiadujące ziemie rodów Nałęczów oraz Pałuków. Zmusili Bodzantę do wydania im 10 lipca 1383 miasta Żnin.
Niepowodzenia w Wielkopolsce zmusiły Siemowita IV do szukania porozumienia z Małopolanami. 20 lipca 1383 doszło do zawieszenia broni, książę zobowiązał się do przerwania oblężenia Kalisza. Zakończyło się ono jednak dopiero 14 sierpnia 1383, dodatkowo sprzymierzony z Siemowitem Konrad II Oleśnicki zajął dzięki zdradzie jego namiestnika i spalił Poniec. Jednocześnie z powodu przedłużającego się oblężenia Kalisza do ataku przystąpił nowy starosta generalny Wielkopolski – Peregryn z Węgleszyna. Początkowo spustoszył w odwecie za układy z Grzymalitami dobra arcybiskupie. Bodzanta z powodu popierania Siemowita IV znalazł się między młotem a kowadłem, jego dobra były kolejno niszczone przez oba stronnictwa. Dodatkowo z powodu gotowości do koronacji księcia mazowieckiego, Elżbieta Bośniaczka złożyła na niego skargę u papieża Urbana VI.
2 sierpnia 1383 pod Winną Górą ziemianie pod wodzą Peregryna z Węgleszyna zostali znienacka napadnięci i wzięci do niewoli przez wojska Bartosza Wezenborga. To ostatecznie spowodowało unieważnienie kruchego rozejmu z Siemowitem przez Małopolan. Na Mazowsze pociągnęła wyprawa Węgrów pod wodzą Zygmunta Luksemburczyka wspieranego przez Małopolan, która zmusiła Siemowita IV do zawarcia rozejmu do Wielkanocy 1384 roku. Jednak jego walka o tron była już przegrana – Bodzanta oczyścił się przed Zygmuntem Luksemburczykiem z zarzutu zdrady, odzyskał z rąk wojsk saskich sprowadzonych przez Grzymalitów Żnin. Dodatkowo Elżbieta Bośniaczka zawarła układ z bratem Siemowita IV – księciem Januszem.
Mimo faktycznego wyeliminowania najgroźniejszego konkurenta do tronu Elżbieta Bośniaczka nie wysłała swojej córki do Polski, udała się z Marią i Jadwigą do Dalmacji. Z tego powodu udało się do niej do Zadaru poselstwo Sędziwoja z Szubina i Jaśka z Tarnowa. Królowa nakazała uwięzienie posłów, by zmusić Jaśka do wydania Krakowa Zygmuntowi Luksemburczykowi, który tym samym miałby się stać gubernatorem Królestwa. Sędziwój popisał się brawurową ucieczką do Polski, w związku z tymi wydarzeniami zwołano zjazd szlachty w Radomsku – na 2 marca 1384. Małopolanie nadal opowiadali się za węgierską sukcesją tronu, wyznaczono przybycie Jadwigi do Polski na 8 maja 1384 roku, ustalono zarząd nad Wielkopolską w rękach: Peregryna z Węgleszyna, Sędziwoja Świdwy z Szamotuł, Domarata z Iwna, Wincentego z Kępy, Jana z Bierzglina, Jana z Czarnkowa oraz przedstawicieli Poznania i Kalisza. Mimo to w Wielkopolsce nadal panuje anarchia, a konflikt ma charakter wzajemnych zajazdów, napadów i grabieży.
Dopiero latem 1384 roku udało się zawrzeć rozejm między ziemianami a stronnictwem Domarata z Iwna. Nie był on jednak respektowany przez Sędziwoja Świdwę z Szamotuł oraz Wyszotę z Kórnika, którzy deklarowali dalszą walkę z Grzymalitami. W związku z tym Grzymalici ponownie niszczą posiadłości Nałęczów w okolicach Szamotuł, Wronek, Gałowa.
Mimo postanowień zjazdu szlachty Elżbieta Bośniaczka wysłała Zygmunta Luksemburczyka do Polski w charakterze gubernatora. Nie został on jednak wpuszczony do kraju przez zebranych w Sączu Małopolan. W wyniku negocjacji Zygmunt Luksemburczyk obiecał zwolnić więźniów z Zadaru, Jadwiga zaś miała przybyć do Polski 8 maja 1384. Nie doszło do tego i szlachta zagroziła zwołaniem zjazdu w Sieradzu na 22 września 1384 celem obrania nowego króla. We wrześniu Siemowit IV spotkał się z kasztelanem krakowskim Dobiesławem z Kurozwęk w sprawie małżeństwa z Jadwigą. Propozycja została odrzucona, w odwecie Bartosz Wezenborg zajął ziemię łęczycką. Elżbieta Bośniaczka pod naciskiem Sędziwoja z Szubina i groźbą utraty korony polskiej przysłała wreszcie Jadwigę do Krakowa jesienią 1384. 15 października nastąpiła jej koronacja a arcybiskup Bodzanta, deklarujący się po jej stronie, został ponownie oczyszczony z zarzutu zdrady.
21 kwietnia 1385 roku w Krakowie odbył się zjazd mający doprowadzić do ugody z Siemowitem IV, jednak zawarty zostaje tylko krótki rozejm. Jednocześnie Małopolanie już od jakiegoś czasu prowadzili rozmowy z Jagiełłą. Wielkopolanie nie odgrywali w nich praktycznie żadnej roli, nie było ich również w trakcie zawierania układu w Krewie. W grudniu 1385 Siemowit IV zawarł rozejm z Jadwigą (de facto z panami małopolskimi), w lutym 1386 do Krakowa przybył Władysław Jagiełło. Arcybiskup Bodzanta ochrzcił go 15 lutego, a koronował 4 marca. Tym samym zakończył się konflikt o sukcesję tronu polskiego, który wywołał wojnę domową.

## Skutki
W wyniku działań zbrojnych w 1383 r. spalono m.in. miasta: Kłecko, Gniezno, Żnin, Kiszkowo, Wronki, Szamotuły, Buk, Łekno, Wąsownę i Grodzisk. Pacyfikacja Wielkopolski dokonana przez parę królewską w 1385 roku doprowadziła do zażegnania sporów i rozbiórki wielu prywatnych warowni.